# Matlock (televisieserie)
Matlock is een Amerikaanse televisieserie die draait rond de gelijknamige advocaat Ben Matlock (gespeeld door Andy Griffith).
De serie liep van 1986 tot en met 1995 en telde in totaal negen seizoenen. De eerste aflevering werd uitgezonden op 23 september 1986 op de Amerikaanse televisiezender NBC. Vanaf 1993 liep de serie op ABC. In Nederland werd de serie door de KRO uitgezonden.

## Personages
Benjamin Leighton Matlock is een welbekende advocaat, die woont in Atlanta, Georgia in de Verenigde Staten. Matlock, die rechten aan Harvard heeft gestudeerd, is een dure advocaat: hij vraagt een honorarium van 250.000 dollar. Hij is echter het geld waard, aangezien hij zijn cliënten meestal een vrijspraak bezorgt door aan het licht te brengen wie de misdaad (meestal een moord) heeft gepleegd.

Matlock is een hartelijke, maar soms vrij kribbige man, die altijd in de rechtszaal verschijnt in zijn niet weg te denken grijs-blauwe pak. Hoewel hij uiterlijk in niets verschilt van elke andere oude man, is hij een sluw advocaat met een scherp verstand. Hij gaat vaak zelf op onderzoek op de plaats van het misdrijf om er aanwijzingen te zoeken die door de politie over het hoofd zijn gezien en werkt de zaak vaak uit terwijl hij op zijn banjo speelt. In de rechtszaal ontmaskert hij vervolgens de misdadiger door een sluw spel van vraag en antwoord.
Matlock werd gedurende de negen seizoenen bijgestaan door een veranderend aantal personen dat hem hielp bij het onderzoek in een zaak.
In de serie speelden drie verschillende vrouwen de dochter van Matlock. In de pilotaflevering (tevens een televisiefilm) speelde Lori Lethin zijn dochter Charlene Matlock, een rol die in het eerste seizoen werd overgenomen door Linda Purl. In de seizoenen 7 en 8 werd Matlock bijgestaan door zijn dochter Leanne McIntyre (gespeeld door Brynn Thayer), die na haar scheiding terug naar huis was gekomen om met haar vader te werken. Van seizoen 2 tot en met 6 was Michelle Thomas, gespeeld door Nancy Stafford, de vrouwelijke assistente van Matlock.
In de negen seizoenen had Matlock ook enkele detectives die voor hem werkten en de gevaarlijke zaakjes voor hem opknapten. In de eerste drie seizoenen werd hij geholpen door de detective Tyler Hudson, gespeeld door Kene Holliday. In seizoenen 4, 5 en 6 was dat Conrad McMasters (gespeeld door Clarence Gilyard jr.). Cliff Lewis (gespeeld door Daniel Roebuck) was zijn detective in de laatste drie seizoenen.
Tijdens zijn rechtszaken nam Matlock het ook vaak op tegen openbare aanklager Julie March, die gespeeld werd door Julie Sommars. Doorheen de serie werd af en toe ingespeeld op de romantiek die tussen de twee personages te bespeuren was. Meestal stonden de twee personages tegenover elkaar in de rechtszaal, maar in verscheidene afleveringen stonden zij ook aan dezelfde zijde en probeerden ze samen een moord op te lossen.
De countryzanger Randy Travis speelde in het zesde seizoen in de aflevering getiteld 'The Big Payoff' als Billy Wheeler. Hij keert terug in een aflevering van het zevende seizoen, 'The Mark'. Zowel Travis als Griffith zijn afkomstig uit dezelfde staat, North Carolina.
Befaamde acteur George Peppard (bekend als Hannibal Smith uit The A-Team) speelde Max Morgan in The P.I., aflevering 18 van seizoen 8. De aflevering draaide compleet om hem en was bedoeld als pilot voor een nieuwe tv-serie. Peppard overleed echter 2 maanden nadat de aflevering werd uitgezonden.

## Spin-off
De Amerikaanse serie Jake and the Fatman was een spin-off die gebaseerd was op een van de personages uit 'The Don', een tweedelige aflevering uit het eerste seizoen. William Conrad speelde daarin aanklager James L. McShane en Joe Penny de zoon van Matlocks cliënt. Beide acteurs speelden ook in Jake and the Fatman, respectievelijk als openbaar aanklager J.L.(Jason Lochinvar) 'Fatman' McCabe en zijn detective Jake Styles. Voor de twee series ('Matlock' en 'Jake and the Fatman') was Dean Hargrove de executive producer. Hargrove had als schrijver of producer ook de hand in andere mystery-shows zoals Columbo, Diagnosis Murder, Perry Mason en de Father Dowling Mysteries.

## Trivia
De serie Matlock wordt vaak afgeschilderd als een serie waar vooral oudere mensen naar kijken. Zo is in de Amerikaanse tekenfilmserie The Simpsons "Matlock" een van de lievelingsprogramma’s van Abraham Simpson en de andere bewoners van het rusthuis.